# Ла-Фольтьер-Абнон
Ла-Фольтье́р-Абно́н (фр. La Folletière-Abenon) — коммуна во Франции, находится в регионе Нижняя Нормандия. Департамент коммуны — Кальвадос. Входит в состав кантона Орбек. Округ коммуны — Лизьё.
Код INSEE коммуны — 14273.

## Население
Население коммуны на 2010 год составляло 154 человека.
| 1962 | 1968 | 1975 | 1982 | 1990 | 1999 | 2010 |
| ---- | ---- | ---- | ---- | ---- | ---- | ---- |
| 170  | 150  | 138  | 105  | 135  | 135  | 154  |

## Экономика
В 2010 году среди 101 человека трудоспособного возраста (15—64 лет) 70 были экономически активными, 31 — неактивными (показатель активности — 69,3 %, в 1999 году было 69,1 %). Из 70 активных жителей работали 62 человека (31 мужчина и 31 женщина), безработных было 8 (6 мужчин и 2 женщины). Среди 31 неактивных 9 человек были учениками или студентами, 14 — пенсионерами, 8 были неактивными по другим причинам.